# 2890 Vilyujsk
2890 Vilyujsk là một tiểu hành tinh vành đai chính với chu kỳ quỹ đạo là 1241.7994239 ngày (3.40 năm).
Nó được phát hiện ngày 16 tháng 9 năm 1978.